# Elsabe
Elsabe ist ein weiblicher Vorname.

## Herkunft und Bedeutung
Der Name Elsabe ist niederdeutscher und friesischer Herkunft. Er leitet sich vom biblischen Namen Elisabeth ab und symbolisiert Entschlossenheit, Kraft, Mut und Tapferkeit. Die Vorsilbe el bedeutet im Althebräischen „der Mächtige“ oder „Gott“ und scheva bzw. scheba steht für „Schwur“, „Eid“ oder „Sieben“, der Zahl der Fülle. Auch in der Sprache Afrikaans kennt man Elsabe als gebräuchliche Ableitung des Namens Elisabeth, der wiederum von Elisheva bzw. Elischeba abstammt, was auf Deutsch soviel bedeutet wie „Gott ist mein Schwur“, „Gott hat versprochen“ oder „Gott ist Fülle“.

## Verbreitung
Seit dem 16. Jahrhundert bis zum Beginn des 20. Jahrhunderts wurde der Vorname Elsabe durchgehend, jedoch äußerst selten vergeben. Der höchste Wert wurde 1637 mit einer Häufigkeit von 0,005 % aller vergebenen Namen erreicht. Um 1900 gingen die Anzahlen noch weiter zurück und etwa seit 2000 findet Elsabe bei der Namensgebung so gut wie keine Berücksichtigung mehr. Zunächst kam der Name schwerpunktmäßig in Schleswig-Holstein und in den Niederlanden vor, vereinzelt auch in Belgien und Estland. Später verbreitete er sich dann über Norddeutschland und Dänemark und etwa ab Mitte der 1800er Jahre auch in Südafrika und Nordamerika.  Im 20. Jahrhundert lebten die meisten der Namensträgerinnen in Südafrika und Namibia.

## Varianten
- Elsbe
- Elsbeth
- Elsa
- Else
- Elsabea
- Elsbea
- Elsebe (skandinavische Variante)
- Sabe (Kurzform)

## Namenstage
- 18. Juni (nach Elisabeth von Schönau)

- 5. November (nach Elisabet und Zacharias)

- 19. November (nach Elisabeth von Thüringen)

## Bedeutung in der Literatur
- Mit seinem lyrischen Gedicht An Elsabe richtet Paul Fleming (1609–1640) sich an seine unerfüllte Liebe Elsabe Niehusen, einer Kaufmannstochter aus Reval, dem heutigen Tallinn.[6]

## Bekannte Namensträgerinnen
- Elisheba, Frau des Aaron im Alten Testament

- Elsabe Krey (1862–1945), Tochter von Theodor Storm[7]
- Elsabé Joubert (1922–2020), südafrikanische Schriftstellerin
- Elsabé Brink, verh. Steenberg (1938–1996), südafrikanische Schriftstellerin
- Elsabe Schoeman, erste Dekanin an der juristischen Fakultät der Universität Pretoria[8]